# Charles Camoin
Charles Camoin (Marseille, 23 september 1879 – Parijs, 20 mei 1965) was een Franse kunstschilder die behoorde tot het fauvisme.

## Biografie

### Jeugdjaren
Charles Camoin was de jongste in een gezin met vier kinderen. Zijn vader Jozef had in 1851 een schilder- en decoratiebedrijf opgericht in Marseille maar stierf in 1885 toen Charles zes jaar was. De kinderen werden onder voogdij geplaatst en verbleven afwisselend in Marseille en Parijs. Hoewel voorbestemd voor een carrière in de handel volgde de jonge Camoin in 1895 een opleiding aan de École des Beaux-Arts in Marseille. In 1896 kreeg hij een eerste prijs in het figuurschilderen wat hem ervan overtuigde kunstschilder te worden.

### Beginperiode
In januari 1898 verhuisde hij met zijn moeder naar Parijs waar hij de lessen ging volgen bij Gustave Moreau, een symbolist aan de École des Beaux-Arts. Van de opleiding van Moreau heeft hij niet lang genoten, want die stierf in april 1898, maar hij had wel de gelegenheid om kennis te maken met Henri Matisse, Henri Manguin en Albert Marquet. Omdat de lessen van de opvolger van Gustave Moreau, Fernand Cormon, veel meer op de klassieke academische stijl gebaseerd waren, besloot Charles om de Beaux-Arts te verlaten en ging hij zich verder bekwamen in vrije ateliers. De doeken die hij schilderde in deze periode zijn nog zeer precies getekend en vallen op door de sterke contrasten. Zijn palet is vrij licht geworden onder invloed van de werken van de impressionisten, die hij leerde kennen in de Parijse galeries. Hij schilderde in deze periode ook zijn eerste landschappen.

### Ontmoeting met Cézanne
Tijdens zijn legerdienst (1900-1903), die toen drie jaar duurde, ontmoette hij in oktober 1901 in Aix-en-Provence Paul Cézanne en het klikte tussen de jonge Carlo en de oude meester. Hij werd regelmatig uitgenodigd voor de maaltijd op zondag, samen met de literatoren Leo Larguier en Louis Aurenche. Toen het regiment van Camoin Aix had verlaten, bleven Cézanne en Charles een regelmatige briefwisseling onderhouden tot de dood van Cézanne in 1906.

### Fauvistische periode
In september 1903 betrok Charles een atelier aan de Place Dauphine in Parijs. Hij exposeerde op het Salon des Indépendants en op het Salon d'Automne en sloot aan bij de groep kunstenaars rond Matisse met zijn oude studiegenoten Manguin en Marquet en Jean Puy. Ze exposeerden in de kleine galerie van Berthe Weill. Hij reisde in deze periode ook veel rond in het zuiden, in de Provence van zijn jeugd, en in Italië waar hij in 1904 Rome, Napels en Capri bezocht.
Op het Salon d’Automne van 1905, waar het fauvisme zijn naam kreeg, exposeerde hij samen met Matisse, Manguin, Marquet, Derain en Maurice de Vlaminck. Hij wordt sindsdien bij deze kunstrichting ondergebracht. In zijn werken toonde hij geen interesse meer voor de eigen perceptie van licht en landschap zoals de impressionisten, maar hij ordende vormen en kleurvlakken in de perspectiefruimte en bracht op die manier de goede raad van zijn vriend Paul Cézanne in de praktijk: faire du Poussin sur nature (schilder zoals Poussin, het boegbeeld van het Franse classicisme in wiens werken helderheid, logica en orde tot uiting kwamen, maar naar de exact waargenomen natuur). Maar Camoin zal in tegenstelling tot Matisse en Derain nooit de samenhang van het geschilderde beeld afwijkend maken van de werkelijkheid en wijzigt de oorspronkelijke kleuren zelden of nooit.
In 1906 begon hij een relatie met de kunstschilderes Émilie Charmy met wie hij in 1906 en 1909 naar Corsica zal reizen.
In 1908 had hij zijn eerste solotentoonstelling bij de van oorsprong Duitse, maar in Parijs gevestigde kunsthandelaar Daniel-Henry Kahnweiler en kwam zo in contact met Ludwig Schames, een kunsthandelaar gevestigd in Frankfurt. Zijn werk circuleerde op avant-garde tentoonstellingen in heel Europa, onder meer op het Salon de la Toison d’or in Moskou, de Société Mànes in Praag, op het Salon de la Libre Esthétique te Brussel, de Sonderbund in Düsseldorf en op de bekende Armory Show te New York in 1913. In 1912, sloot hij een contract met Galerie Eugène Druet.
Vanaf 1908 ging Camoin zwart toevoegen aan zijn palet en besteedde hij in zijn werken minder aandacht aan de details en aan de structuur; de toetsvoering daarentegen werd belangrijker in de weergave van de kleurvlakken. Hij was in die periode naar Montmartre verhuisd en sommige stadsgezichten uit die periode tonen hetzelfde melancholieke timbre als de werken van Marquet met wie hij nog steeds bevriend was. Hij bleef een aanhanger van de kleurcanon van de fauvisten en wilde niets te maken hebben met het opkomende kubisme.
Na zijn breuk met Charmy voegde hij zich bij Matisse in Tanger waar hij de winter van 1912-1913 doorbracht. Hij hervond zijn werklust en schilderde een aantal landschappen waarin het zwart en de donkere tonen afgevoerd werden en hij teruggreep naar de tedere tinten van zijn beginperiode. Die trend bleef hij aanhouden na zijn terugkeer naar Frankrijk, waar hij het zomerseizoen doorbracht in het zuiden, onder andere in Marseille, Cassis en Martigues.
Begin 1914 had Camoin een solotentoonstelling van meer dan 60 werken bij de galerie Druet, maar in de maand juni van dat jaar vernielde hij een groot aantal van de doeken die zich in zijn atelier bevonden. Hij knipte ze in stukken en kieperde ze in de vuilnisbak die werd buitengezet aan de rue Lepic. De stukken werden door een voddenraper gerecupereerd en terug samen gepuzzeld om dan te worden aangeboden op de vlooienmarkt, waar ze worden opgekocht door Le Père Soulier,  een bekende handelaar aan de rue des Martyrs. De historie raakte vlug bekend en Apollinaire schreef in het Paris-journal van 25 juli van dat jaar, dat de herstelde doeken bij het interessantste werk van de schilder hoorden. De min of meer gerestaureerde werken werden opgekocht door de verzamelaars en kunstcritici die op die manier hoopten een koopje te doen. Camoin is echter altijd blijven weigeren het auteurschap van deze werken te erkennen.

### De oorlog en daarna
Tijdens de Eerste Wereldoorlog werd hij opgeroepen door het leger. Deze periode betekende een breuk in zijn werk. Hij bleef corresponderen met Matisse. In 1919 zwaaide hij af en installeerde zich opnieuw in zijn atelier aan de rue Lepic in Montmartre.
Camoin trouwde in maart 1920 met Charlotte Prost. Ze kregen in 1933 een dochter, Anne-Marie.
De naoorlogse werken van Charles Camoin knopen aan bij de stijl die hij had aangenomen tijdens en na zijn periode in Tanger. Hij schilderde met delicate kleuren en besteedde veel aandacht aan licht en atmosfeer. Zijn werken baden in een intimistische sfeer. Hij schilderde vooral landschappen uit de Midi zoals zichten op Cannes, Antibes en Aix-en Provence en portretten van zijn vrouw.

### Synthese met het impressionisme
Samen met Matisse brengt hij in november 1918 een bezoek aan de oude meester Auguste Renoir. Hierna werd de invloed van Renoir duidelijk zichtbaar in zijn werk, zoals in de portretten en stillevens waarin hij de mooie, karakteristieke penseeltoets van de oude meester probeert te evenaren. Camoin toonde meer en meer zijn voorliefde voor een pretentieloze, spontane, sensuele en weelderige schilderkunst, wars van alle intellectualisme.
Charles Camoin wordt beschouwd als de meest impressionistische schilder onder de fauvisten. Onder de invloed van Renoir realiseerde hij het beste de synthese tussen impressionisme en fauvisme. In 1955 schreef hij zelf dat hij nooit een fauvist geweest was.
In 1921 vestigde hij zich in Saint-Tropez en vanaf dan verdeelt hij zijn tijd tussen zijn geliefde geboortestreek en zijn atelier in Montmartre, waar hij zijn zakelijke belangen regelde. Zijn werken werden regelmatig verkocht bij Vildrac, Druet, Marcel Bernheim, Bernheim-Jeune en Charpentier. Hij nam ook nog bijna jaarlijks deel aan het Salon d'Automne.
Tijdens de Tweede Wereldoorlog verbleef hij in Saint-Tropez en maakte er talrijke schilderijen met de baai en ander plaatsen in Saint-Tropez als onderwerp. In 1946 huurde hij een atelier tegenover de haven, die vanaf dan zijn lievelingsonderwerp wordt.
In 1955 werd hij benoemd tot officier van het Légion d'Honneur en kreeg hij de grote prijs van de Biënnale van Menton. Hij overleed in zijn atelier in Montmartre op 20 mei 1965.

## Tentoonstellingen
- 1966 - Musée des Beaux-Arts de Marseille, retrospectieve met 41 schilderijen
- 1971 - Palais de la Méditerranée in Nice, retrospectieve met 72 schilderijen en publicatie van een monografie door Danièle Giraudy
- 1998 - Musée Cantini te Marseille en Fondation de l'Hermitage te Lausanne, 90 schilderijen en 90 tekeningen
- 2016 - Musée Granet, Aix-en-Provence, retrospectieve met 90 schilderijen en 40 tekeningen